# 82
82 ou 82 d.C. foi um ano comum da Era de Cristo, no século I que teve início e fim numa terça-feira, de acordo com o Calendário Juliano. a sua letra dominical foi F. Segundo o horóscopo chinês, foi o ano do Cavalo.
| Ano completo                       |
| ---------------------------------- |
| Ano comum com início à terça-feira |